# Discernement des esprits
Le discernement des esprits (en latin : discretio spirituum), (en grec ancien :διακρισεις πνευματων / diakriseis pneumaton) est une expression issue de la christologie paulinienne et johannique (1 Corinthiens 12:10 ; 1 Jean 4:1-6) et désigne la manière de déterminer l’origine des forces qui agissent sur la volonté humaine (pensées, émotions, esprits mauvais ou Esprit de Dieu). La diversité de ces forces oblige ceux qui en sont l’objet à les discerner, c’est-à-dire à en faire le tri.

## Description du don de discernement des esprits
Le don du discernement des esprits est une grâce qui vient de la présence de l’Esprit Saint dans le christianisme[pas clair] Il permet d’examiner dans les autres personnes et dans la communauté  ce qui est Dieu, ce qui est de la nature ou ce qui est du mal. Il est important de noter que le discernement des esprits n'implique pas le jugement des personnes.

## Exemples dans la Bible
Il y a plusieurs exemples de discernement des esprits dans la Bible,.

### Dans le Nouveau Testament
Grâce au don de discernement des esprits, l'apôtre Pierre put reconnaître l'esprit de méchanceté qui habitait encore le cœur du nouveau baptisé nommé Simon ("car je vois que tu es dans un fiel amer et dans les liens de l’iniquité." - Actes 8:23 [Version Louis Segond 1910]).
L'apôtre Paul rempli du Saint-Esprit, fut rendu conscient de l'esprit de ruse et de fraude qui habitait le magicien Élymas ("Ayant ensuite traversé toute l'île jusqu'à Paphos, ils trouvèrent un certain magicien, faux prophète juif, nommé Bar-Jésus, qui était avec le proconsul Sergius Paulus, homme intelligent. Ce dernier fit appeler Barnabas et Saul, et manifesta le désir d'entendre la parole de Dieu. Mais Élymas, le magicien,-car c'est ce que signifie son nom,-leur faisait opposition, cherchant à détourner de la foi le proconsul. Alors Saul, appelé aussi Paul, rempli du Saint-Esprit, fixa les regards sur lui, et dit : Homme plein de toute espèce de ruse et de fraude, fils du diable, ennemi de toute justice, ne cesseras-tu point de pervertir les voies droites du Seigneur ? Maintenant voici, la main du Seigneur est sur toi, tu seras aveugle, et pour un temps tu ne verras pas le soleil. Aussitôt l'obscurité et les ténèbres tombèrent sur lui, et il cherchait, en tâtonnant, des personnes pour le guider. Alors le proconsul, voyant ce qui était arrivé, crut, étant frappé de la doctrine du Seigneur." - Actes 13 : 6-12 [Version Louis Segond]).
Le plus célèbre reste probablement Actes 16 : 16 nous parle d'une servante possédée d'un esprit de divination (esprit de Python) qui rapportait ainsi un grand profit à ses maîtres ( "Comme nous allions au lieu de prière, une servante qui avait un esprit de Python, et qui, en devinant, procurait un grand profit à ses maîtres, vint au-devant de nous, et se mit à nous suivre, Paul et nous. Elle criait: Ces hommes sont les serviteurs du Dieu Très Haut, et ils vous annoncent la voie du salut. Elle fit cela pendant plusieurs jours. Paul fatigué se retourna, et dit à l'esprit: Je t'ordonne, au nom de Jésus Christ, de sortir d'elle. Et il sortit à l'heure même." - Actes 16:16-18 [Version Louis Segond]).
Dans le cadre conceptuel de la Bible, les mauvais esprits sont d'autant plus dangereux qu'ils peuvent essayer intentionnellement de tromper les gens. En fait, l'apôtre Paul parle d'"esprits séducteurs" et de "doctrines de démons" dans la première épître à Timothée, qui vont engendrer un abandon de la foi de la part de certains chrétiens dans les derniers temps ( "Or l'Esprit dit expressément qu'aux derniers temps quelques-uns se révolteront de la foi, s'adonnant aux Esprits séducteurs, et aux doctrines des Démons. Enseignant des mensonges par hypocrisie, et ayant une conscience cautérisée ; Défendant de se marier, commandant de s'abstenir des viandes que Dieu a créées pour les fidèles, et pour ceux qui ont connu la vérité, afin d'en user avec des actions de grâces." - 1 Timothée 4 versets 1 à 3 [Version Martin 1744]).
La Première épître de Jean exhorte les chrétiens à éprouver les esprits pour savoir s'il est de Dieu ("Bien-aimés, n’ajoutez pas foi à tout esprit; mais éprouvez les esprits, pour savoir s’ils sont de Dieu, car plusieurs faux prophètes sont venus dans le monde. Reconnaissez à ceci l’Esprit de Dieu: tout esprit qui confesse Jésus-Christ venu en chair est de Dieu; et tout esprit qui ne confesse pas Jésus n’est pas de Dieu, c’est celui de l’antéchrist, dont vous avez appris la venue, et qui maintenant est déjà dans le monde." - 1 Jean 4:1-3 [Version Louis Segond 1910]).

## Le discernement des esprits pour les courants de la Réforme
Le don de discernement est particulièrement nécessaire aux serviteurs de Dieu, car il est d'une très grande valeur dans la cure d'âme et la direction de l'église. Il la protège contre tout excès et tout fanatisme, en un mot contre toute manifestation qui ne vient pas de l'Esprit de Dieu. Selon le pasteur Otto Taner, tout enfant de Dieu jouit, au moins dans une certaine mesure, de la capacité de discerner les esprits.
D'après le pasteur Paul Ballière, le don du discernement des esprits est une preuve de la sollicitude de Dieu. Paul Ballière explique que Dieu ne veut pas laisser son église sans défense. Ce don spirituel sert non seulement pour se défendre mais aussi à attaquer car lorsqu’un esprit malin a été reconnu dans une personne, celle-ci peut être délivrée par la puissance du nom de Jésus-Christ.

## Le discernement des esprits dans le catholicisme

### Point de vue ignatienne
Dans les "Exercices spirituels" d'Ignace de Loyola, le discernement des esprits est l'exercice central :

« J'ai présupposé qu'il y a en moi trois sortes de pensées : celles qui me sont propres et jaillissent de ma seule liberté et volonté, tandis que les deux autres viennent de l'extérieur : l'une du bon esprit, l'autre du mauvais esprit. »

— Ignace de Loyola, Exercices spirituels
Ignace aurait fait l'expérience de la diversité des esprits dans sa propre vie. Sur son lit de malade à Loyola, il rêvait de faits d'armes impressionnants et d'aventures amoureuses. Il trouvait un grand plaisir à jouer avec ces pensées, mais à la longue, elles lui laissaient un sentiment de vide, d'insatisfaction et d'ennui. Si, par contre, il pensait à une vie au service de Dieu, il restait longtemps comblé et joyeux. Étonné par cette distinction, il se mit à réfléchir et à "discerner" les différentes forces à l'œuvre en lui.
Pour Ignace de Loyola, il y a deux signes à juger : les mauvais esprits agissent sur l'imagination et les sens, et le bon esprit, sur la raison et la conscience. On peut alors les juger par leur mode d'action et par la fin qu'ils recherchent. Le mal s'efforce d'exciter la concupiscence, le bien d'intensifier l'amour de Dieu. Sans cause préalable, c'est-à-dire soudainement, sans connaissance ni sentiment préalable, selon Ignace, Dieu seul, en vertu de sa domination souveraine, peut inonder l'âme de lumière et de joie. Mais s'il y a eu une cause préalable, le bon ou le mauvais ange peut être l'auteur de la consolation ; il faut  donc en juger par les conséquences. Comme le bon ange a pour objet le bien-être de l'âme et le mauvais ange ses défauts ou son malheur, si, dans la marche de nos pensées, tout va bien et tend au bien, il n'y a pas lieu de s'inquiéter ; au contraire, si nous percevons une déviation quelconque vers le mal ou même une légère agitation désagréable, il y a lieu de craindre.
Le praticien doit acquérir de l'expérience en discernant dans sa propre vie ce qui le conduit à plus d'amour, plus de dévotion à Dieu ou plus de service aux personnes et ce qui ne le fait pas. Le discernement des influences spirituelles est également essentiel dans les groupes et les communautés pour leur développement positif.

### De nos jours
Les membres de la Compagnie de Jésus fondé par Ignace de Loyola suivent toujours la voie de leur maître dans sa spécialité : le discernement des esprits.
Selon la sœur Pauline Couette de l'abbaye Sainte-Marie de Boulaur, pour discerner nous devons avant tout regarder Jésus. D'après elle, il est nécessaire de vivre en conformité avec les exigences de l'Église pour bien discerner car le discernement des esprits est inséparable de l'union à l'Église puisque Jésus a assuré qu'Il serait avec elle [l'Église], jusqu'à la fin des Temps et qu'Il a promis son Esprit à l'Église.
L'actuel pape François, ayant été jésuite lui aussi, a également souligné l'importance du discernement des esprits dans les communautés chrétiennes.

## Le discernements des esprits dans les Eglises orthodoxes
L'Église orthodoxe en Amérique affirme que le don de discernement est essentiel pour déterminer ce qui est authentique de ce qui ne l'est pas - ou, comme vous le dites vous-même, pour discerner "la voix de l'Esprit, de nos propres souhaits ou pensées préconçues". D'une part, le Saint-Esprit guide pour discerner la volonté de Dieu de notre propre volonté ; d'autre part, nous devons discerner ce qui vient du Saint-Esprit de ce qui ne vient pas. En cela, la prière et la méditation sont essentielles, car on ne peut commencer à "discerner les esprits" sans ces réalités. Il est difficile d'expliquer de telles choses avec des mots humains, en dehors de ceux du Christ, qui dit : "Mais le Conseiller, l'Esprit Saint, que le Père enverra en mon nom, vous enseignera toutes choses et vous rappellera tout ce que je vous ai dit" (Jean 14,26). Elle estime que le discernement implique de trouver une cohérence dans l'inspiration du Saint-Esprit et la révélation de Jésus-Christ (Si quelque chose semble être du Saint-Esprit, il ne doit pas s'opposer à tout ce que Christ a révélé dans sa vie, ses actions et ses paroles, car cela signifie que ce « quelque chose » n'est probablement pas du Saint-Esprit).
L'évêque métropolite Kallistos Ware affirme que les starets possèdent le don de discernement des esprits. Selon lui, doté de discernement, le père spirituel ne se contente pas d'attendre qu'une personne se révèle, mais montre à l'autre des pensées qui lui sont cachées. Lorsque les gens venaient voir saint Séraphin de Sarov, il répondait souvent à leurs difficultés avant qu'ils aient eu le temps de lui soumettre leurs pensées. En de nombreuses occasions, la réponse semblait d'abord tout à fait hors de propos, et même absurde et irresponsable ; car ce que saint Séraphin répondait n'était pas la question que son visiteur avait consciemment à l'esprit, mais celle qu'il aurait dû poser. Dans tout cela, Séraphin de Sarov s'est appuyé sur la lumière intérieure de l'Esprit Saint. D'après l'évêque Ware, Séraphin trouvait important de ne pas élaborer à l'avance ce qu'il allait dire ; car dans ce cas, ses paroles ne représenteraient que son propre jugement humain, qui pourrait bien être erroné, et non le jugement de Dieu.